# Jorge Van Rankin
Jorge Van Rankin (né Jorge Van Rankin Arellano le 5 juin 1963 à Mexico,  Mexique), est un présentateur mexicain à la radio et à la télévision.

## Carrière
Il commence à travailler en 1987 à la station de radio WFM 96.9 dans les relations publiques et dans une émission de rock en espagnol intitulée Fusión. La même année, il participe aussi à la video Cuando calienta el Sol de son ami Luis Miguel.
En  1990, il obtient la gérance du Canal 5 de Televisa.
En 1993 il retourne à la radio WFM 96.9 avec une émission appelée El cañón del Zopilote avec Esteban Arce. La même année il fait ses débuts comme présentateur de l'émission El calabozo également aux côtés d'Esteban Arce, avec des personnages comme Lencho, Ambriz, La Pared, Quique, Lazaro, Sammy Pérez, La Tachuela, Arturito et Elias. En 1996, il intègre la radio Vox F.M. 101.7 (actuellement Les 40 Principales 101.7 F.M.)où ensuite il travaille  comme Directeur de cette radio et responsable de  Vox International jusqu'en 2002. Il présente l'émission de télévision Fresas con Chile en compagnie de Paloma Márquez à Telehit en 2000.
En 2001 il joue dans la telenovela pour adolescents Carita de ángel et en 2002 dans Salomé.
En 2003, il participe à la deuxième édition du reality show Big Brother VIP de Vox International où il est la sixième personne à quitter la maison. En 2004 il revient pour la troisième édition de Big Brother où il finit à la quatrième place.
Actuellement Jorge présente l'émission Hasta Adentro diffusée par Unicable.

## Filmographie

### Programmes de radio
- 1987 : Fusion
- 1993 : El cañón del Zopilote
- 1993 : El calabozo

### Programmes de télévision
- 2000: Fresas con Chile

### Telenovelas
- 2001 : Carita de ángel
- 2002 : Salomé
- 2011 : Una familia con suerte : Nico
- 2015 : Sueño de amor : Dionisio Tarragona[1]